# هیوسالونتا
هیوسالونتا (به مجاری:  Hejőszalonta) یک منطقهٔ مسکونی در مجارستان است که در بورشود-آبااوی-زمپلن واقع شده‌است.